# Anthoni van Busschbach
Anthoni van Busschbach (Rotterdam, 29 januari 1896 – Almelo, 10 januari 1965) was exploitant van de Almelosche Radio Centrale vanaf 1935.

Hij was in 1930 gehuwd met Antje Hulst uit Almelo. In de Tweede Wereldoorlog werd hij gevangen gezet in Amersfoort. Hij ging met de laatste trein mee naar Neuengamme op 15 maart 1945, en werd vandaar naar Sandbostel getransporteerd, vanwaar hij na de oorlog levend maar verarmd en ondervoed terugkeerde in Almelo.